# Hydrelia subtestacea
Hydrelia subtestacea är en fjärilsart som beskrevs av Inoue 1982. Hydrelia subtestacea ingår i släktet Hydrelia och familjen mätare. Inga underarter finns listade i Catalogue of Life.